# Mateško Selo
Mateško Selo – wieś w Chorwacji, w żupanii karlowackiej, w gminie Generalski Stol. W 2011 roku liczyła 35 mieszkańców.